# Kozłoduj
Kozłoduj (bułg. Козлодуй) – bułgarskie miasto nad Dunajem, w obwodzie Wraca. Około 14 tys. mieszkańców.
W latach 80. XX wieku zbudowano tam elektrownię atomową. Dziś działanie elektrowni jest pod stałym nadzorem. Ze względu na słabą jakość wykonania rozważa się możliwość zamknięcia. Unia Europejska uważa cztery starsze bloki elektrowni w Kozłoduju za niebezpieczne. Ich zamknięcie było jednym z warunków przystąpienia Bułgarii do UE w 2007 roku.